# گروه پروپیل

پروپیل اتانوآت که به آن پروپیل استات هم می‌گویند.

در شیمی آلی پروپیل عبارت است از استخلاف یک آلکیل سه کربنه با فرمول شیمیایی -CH2CH2CH3 برای بخش خطی. این فرم استخلاف معمولاً با حذف یک اتم هیدروژن متصل به کربن انتهایی پروپان بدست می‌آید. یک استخلاف پروپیل در شیمی آلی معمولاً با نماد Pr نمایش داده می‌شود (با عنصر پرازئودیمیم اشتباه نشود).